# Кристофър Ишъруд
Кристофър Ишъруд (на английски: Christopher Isherwood) е англо-американски драматург, преводач, поет и писател на произведения в жанра социална драма, лирика, мемоари и документалистика. Той е основна фигура в художествената литература от ХХ век и в движението за правата на гейовете.

## Биография и творчество
Кристофър Уилям Брадшоу Ишъруд е роден на 26 август 1904 г. в Хай Лейн, Чешър, Англия, в богато семейство. Баща му е убит през Първата световна война. Учи в интерната „Рептън“ в Дербишър, който завършва през 1922 г. Там се сприятелява с бъдещия писател Едуард Ъпвард, което описва в автобиографията си „Лъвове и сенки“ от 1938 г. Следва история в колежа Корпус Кристи на Кеймбриджкия университет, където пише шеговити отговори на изпитите си и е помолен да напусне без диплома през 1925 г. В края на годината се свързва с поетичната група на поета Уистън Хю Одън. В периода 1926 – 1927 г. работи като секретар на френския цигулар Андре Манжео и неговия Струнен квартет на Музикалното дружество, и също като частен учител, в Лондон. През 1928 г. е публикуван първия му роман „Всички конспиратори“, история за борбата за самоопределение между децата и техните родители. През октомври 1928 г. се записва като студент по медицина в Кингс Колидж на Лондонския университет, но напуска след шест месеца.
През 1929 г. заминава за Берлин, за да посети У. Х. Одън, и остава четири години, като в периода 1930 – 1933 г. преподава английски език. Там завършва втория си роман „Мемориалът“ от 1932 г., история за въздействието на Първата световна война върху неговото семейство и неговото поколение. Заедно с това си води дневник и пише следващият си роман „Мистър Норис сменя влаковете“ (1935), вдъхновен от приятелството му в реалния живот с писателя Джералд Хамилтън. В периода 1933 – 1937 г. пътува из Европа (Гърция, Канарските острови, Копенхаген, Брюксел, Амстердам и Синтра, Португалия) с бягащия от нацистите млад германец Хайнц Недермайер, който обаче е арестуван през 1937 г. от Гестапо. Пише сборника с разкази „Сбогом на Берлин“ (1939), който е портрет на Берлин за времето, когато Адолф Хитлер идва на власт – благодарение на бедността, безработицата, нарастващите атаки срещу евреи и комунисти и игнориран от предизвикателния хедонизъм на нощния живот в кафенетата, баровете и публичните домове. В него създава известната си героиня, базирана на живота на младата англичанка и кабаретна актриса, Джийн Рос, с която живее за кратко. По „Сбогом на Берлин“ е направена пиесата „Аз съм камера“, после хитовия бродуейски мюзикъл „Кабаре“, а през 1972 г. е екранизиран във филма „Кабаре Кабаре“ с участието на Лайза Минели и Майкъл Йорк.
В периода 1933 – 1937 г. той често се връща в Лондон, където работи като сценарист на филми, работейки с виенския режисьор Бертолд Фиртел по филма „Малък приятел“ (1934). Сътрудничи си също с Уистън Хю Одън по три пиеси. Пише и своята измислена автобиография „Лъвове и сенки“ за образованието си – както в училище, така и извън него – през 20-те години на ХХ век. През януари 1938 г. той и Одън пътуват до Китай, където пишат книгата „Пътуване към една война“ (1939) за китайско-японския конфликт. Завръщат се в Англия през 1939 г. и решават да емигрират в САЩ.
В САЩ работи като сценарист на диалози за Метро-Голдуин-Майер през 1940 г., в периода 1941 – 1942 г. с Американския комитет за приятелски услуги в Хавърфорд, Пенсилвания. В периода 1943 – 1945 г. учи и работи в Общество „Веданта“ в Холивуд, където с монаха Свами Вивекананда е съредактор на списанието на обществото Vedanta and the West, и прави преводи на творби на Веданта. Не приема религиозен обет, но остава индуист до края на живота си.
Докато Ишъруд живее в Холивуд, се сприятелява с писателя Труман Капоти, който е повлиян от Берлинските му истории, както и с писателката Доди Смит, която наставлява в работата ѝ. В САЩ работи като доброволец в медицинския корпус, кандидатства за американско гражданство, което получава на 8 ноември 1946 г. В САЩ започва да живее с фотографа Уилям „Бил“ Каски. През 1947 г. двамата пътуват до Южна Америка, в резултат на което пише книгата „Кондорът и кравите“ (1949), със снимки на Каски.В периода 1947 – 1948 г. е гост-професор по съвременна английска литература в Държавния колеж в Лос Анджелис (сега Калифорнийски университет – Лос Анджелис).
През 1953 г. среща тийнейджъра фотограф Дон Бачарди на плажа в Санта Моника, с който има бурна връзка до края на живота си и стават известна двойка в Холивуд. През 1954 г. е издаден романът му „Светът вечер“. В периода 1959 – 1962 г. е гост-професор и в Калифорнийския университет в Санта Барбара. През 1964 г. е издаден романът му „Самотен мъж“, считан за най-доброто му постижение, в историята на който се описва един ден от живота на Джордж, англичанин гей на средна възраст, който е професор в университет в Лос Анджелис. Романът е екранизиран в едноименния филм с участието на Колин Фърт и Джулиан Мур. През 1964 г. Ишърууд си сътрудничи с американския писател Тери Саутърн по сценария за филмовата адаптация на Тони Ричардсън на „Скъпият покойник“, сатира на Ивлин Уо за американската погребална индустрия. В мемоарите си „Кристофър и неговия вид“ от 1976 г. представя истинската история на живота си в Берлин и скитанията си с Хайнц Недермайер. Книгата го превърна в герой на гей освобождението и национална знаменитост, но сега в неговата истинска политическа и лична идентичност на хомосексуален.
Кристофър Ишъруд е диагностициран с рак на простатата през 1981 г. и умира от болестта на 4 януари 1986 г. в Санта Моника, Калифорния. Тялото му е дарено на медицинските науки в университета, а по-късно прахът му е разпръснат в морето.

## Произведения

### Самостоятелни романи
- All the Conspirators (1928)[1][2][3][4][4][5]
- The Memorial (1932)
- The Last of Mr. Norris (1935)
- Lions and Shadows (1938)
- Prater Violet (1945)
- The World in the Evening (1954)
- Down There on a Visit (1962)
- An Approach to Vedanta (1963)
- A Single Man (1964)
Самотен мъж, изд. „Лист“ (2022), прев. Иглика Василева
- A Meeting by the River (1967)
- Frankenstein: The True Story (1973)
- My Guru and His Disciple (1980)

### Поредица „Берлински дневник“ (Berlin Stories)
1. Mr. Norris Changes Trains (1935)[1][3]
2. Goodbye to Berlin (1939)[2]
Кабаре : Новели, изд.: „Хр. Г. Данов“, Пловдив (1981), прев. Мария Пейкова 
Сбогом на Берлин, изд. Black Flamingo (2013), прев. Аспарух Велков

### Новели и разкази
- Jacob's Hands (1998) – с Олдъс Хъксли[1]

### Пиеси
- The Dance of Death (1933) – с У. Х. Одън[1][3][5]
- The Dog Beneath the Skin (1935) – с У. Х. Одън
- The Ascent of F6 (1936) – с У. Х. Одън

### Сборници
- On the Frontier (1938) – поезия, с У. Х. Одън[1][5]
- Exhumations (1966)[2]
- The Berlin Stories: The Last of Mr. Norris (1979)
- Selection (1979)
- People One Ought to Know (1982) – поезия, със Силвен Манжо
- Where Joy Resides (1989)
- The Mortmere Stories (1994) – с Едуард Ъпвард
- The Berlin Stories (2008)

### Документалистика
- Journey to a War (1939) – с У. Х. Одън[1][3]
- Vedanta for the Western World (1945)[2]
- The Condor and the Cows (1949)
- The Memorial (1952)
- Vedanta for modern man (1952)
- Ramakrishna and His Disciples (1965)
- Kathleen and Frank (1971) – мемоари[5]
- Christopher and His Kind (1976) – мемоари
- October (1981)
- Bhagavad Gita: The Song of God (1987)
- The Wishing Tree (1987)

### Екранизации
- 1943 Forever and a Day – с Брайън Ахърн, Чарлз Лоутън, Виктор Маклаглън, Рей Миланд, Хърбърт Маршал, Робърт Къмингс, Айда Лупино, Ана Нийгъл и Мърл Оберон
- 1949 Adventure in Baltimore – с Шърли Темпъл, Джон Агар и Робърт Йънг
- 1949 Големият грешник, The Great Sinner – с Грегъри Пек, Ава Гарднър, Мелвин Дъглас, Уолтър Хюстън и Етъл Баримор
- 1955 I Am a Camera[4]
- 1956 Diane
- 1961 First Person – тв сериал, 1 епизод
- 1965 Скъпият покойник, The Loved One – сценарий
- 1967 The Sailor from Gibraltar
- 1972 Кабаре, Cabaret – с Лайза Минели, Майкъл Йорк и Хелмут Грим[4]
- 1973 Frankenstein: The True Story – тв филм
- 1993 Cabaret – тв филм, с Алън Къминг
- 2009 Самотен мъж, A Single Man – с Колин Фърт и Джулиан Мур
- 2011 Christopher and His Kind – тв филм, с Мат Смит